# Временно представителство на обединената бивша Вътрешна революционна организация
Временното представителство на обединената бивша Вътрешна революционна организация е краткотрайно просъществувала организация на бивши членове на лявото крило във Вътрешната македоно-одринска революционна организация (ВМОРО), създадена в навечерието на Парижката мирна конференция след края на Първата световна война. Временното представителство се отказва от доминиращата по време на войната идея за присъединяване на Македония и издига отново старата концепция на ВМОРО за Автономна Македония.

## История
Серчани през ноември 1918 година излизат с декларация, в която се обявяват против подялбата на Македония. На базата на декларацията се създава Временното представителство, в което влизат Гьорче Петров, Димо Хаджидимов, Таската Серски, Петър Ацев, Павел Христов, Христо Татарчев, Петър Попарсов и Михаил Герджиков. На 9 март 1919 година издават „Апел към македонското население и към емиграцията в България“ и го отправят до представителите на Великите сили на мирната конференция в Париж. В него се застъпват за автономия и неделимост на Македония, теза подкрепена и от брошурата на Димо Хаджидимов „Назад към автономията“, в която той заявява, че автономията на Македония е стъпка към „балканското единство и Балканската федерация“. За кратко време временното представителство издава „Бюлетин“.
При изпращането на българската правителствена делегация в Париж през лятото на 1919 година, Временното представителство излиза с изложение, в което пише:
| „ | Въпросът е може ли, трябва ли и необходимо ли е да се спаси българското племе от чуждо политическо владичество? На този въпрос македонските българи отговарят утвърдително и намират, че единственият изход за това е създаването на една самостойна Македония в нейните естествени географски очертания, с равенство на всички населения без разлика на численост... Тоя глас на македонските българи, който същевременно е и зов към българското правителство да изпълни своя дълг към племето, ние го отправяме към него, като свидетелствуваме, че това е гласът, това е зовът на Македония и на всичко, което носи в нея българско име и българско съзнание... Така мисли Македония, така мислят македонските българи... | “ |

След подписването на Ньойския договор разделянето на Македония на три части се потвърждава от държавите победителки, след което дейността на Временното представителство замира. Част от членовете ѝ се противопоставят на възстановяването на ВМОРО като ВМРО от Тодор Александров и създават редица свои организации. Сред тях са Емигрантския комунистически съюз (ЕКС) към БКП на Димо Хаджидимов, Емигрантската земеделска дружба към БЗНС на Александър Панов, както и Македонската емигрантска федеративна организация (МЕФО) на д-р Филип Атанасов, арх. Никола Юруков, Славчо Ковачев, Милан Грашев, Йордан Анастасов и други. Впоследствие голяма част от тях са убити при междуособиците сред македонските революционери.